# 過酷
| ウィキペディアには「過酷」という見出しの百科事典記事はありません（タイトルに「過酷」を含むページの一覧/「過酷」で始まるページの一覧）。 代わりにウィクショナリーのページ「過酷」が役に立つかもしれません。 |